# Raymond Sabouraud
Pour les articles homonymes, voir Sabouraud.
Raymond Jacques Adrien Sabouraud, né le 24 novembre 1864 à Nantes et mort le 4 février 1938 à Paris, est un médecin français spécialisé dans la dermatologie et la mycologie. Il était de surcroît un peintre et un sculpteur accompli.

## Biographie

### Formation
Raymond Sabouraud est né dans une famille de la bourgeoisie catholique vendéenne originaire des environs de Fontenay-le-Comte. Il est le fils d'Edmond Sabouraud, artiste peintre, et de Cécile Émilie Adrienne Chabosseau. Avec ses quatre frères et sœurs, il est élevé entre un père dont la seule passion est la chasse (et la perception des fermages des propriétés) et une mère très fervente croyante.
Après un passage par le collège des jésuites de Vaugirard à Paris, Sabouraud s'inscrit en 1883 à la faculté de médecine de Paris. Interne en 1890, il assiste la même année au cours de bactériologie d'Émile Roux à l'Institut Pasteur où il vécut la découverte de la microbiologie comme une « révélation ».
Il va dans les années suivantes appliquer méthodiquement les méthodes pastoriennes de bactériologie à l'étude des mycoses cutanées. Interne dans le service de dermatologie d'Ernest Besnier, il entreprend l'étude des teignes. En bon pasteurien, il s'attache à faire des observations microscopiques précises des cheveux malades et des squames, il constitue une collection de préparations permanentes et procède à des cultures de chaque cas. C'est à cette époque qu'il met au point les milieux de cultures standards, universellement connus maintenant sous le nom de milieux de Sabouraud.
Ces observations méticuleuses lui permettent de distinguer deux types de teignes tondantes infantiles, l'une à petites spores (ou microspories) et l'autre à grosses spores (ou trichophyties). Il peut alors établir l'existence de plusieurs espèces de Trichophyton.

### Carrière
En avril 1894, Raymond Sabouraud soutient sa thèse Des trichophyties humaines puis entre comme chef de laboratoire, à l'hôpital Saint-Louis.
En 1897, il est nommé chef du laboratoire des teignes de la Ville de Paris à l'école des teigneux (à  l'Hôpital Saint-Louis), poste qu'il occupera jusqu'en 1929 à sa retraite.
En 1903-1904, il propose un traitement radiologique contre la teigne du cuir chevelu qui réduit la durée du traitement de deux ans à trois mois. Il annonce «la guérison de cent teigneux » avec sécurité et sans accidents par une seule application d'une dose « mesurée » de rayons X ; « Le 13e ou 14e jour, les cheveux commencent à tomber seuls comme les poils d'une fourrure mangée aux vers ». Le traitement innovant de Sabouraud ne visait pas à tuer les champignons, mais à produire une dépilation afin de faciliter la pénétration des germicides et fongicides dans les follicules pileux.
Les risques de cancers à la suite d'une exposition aux rayons X n'étaient pas connus à l'époque. La radiothérapie par rayons X ne cessera que dans les années 1950 lorsque se généralisera l'usage de l'antifongique Griséofuline.

## Publications
Entre 1902-1929, il fait paraître cinq volumes consacrés aux maladies du cuir chevelu, synthèse de son œuvre dermatologique :
- [1902] Maladies du cuir chevelu, t. 1 : Les maladies séborrhéiques. Séborrhée, acnés, calvitie, Paris, éd. Masson et Cie, 1902, 347 p. (lire en ligne [sur gallica]).
- [1904] Maladies du cuir chevelu, t. 2 : Les maladies desquamatives. Pityriasis et alopécies pelliculaires, Paris, éd. Masson et Cie, 1904, 715 p. (lire en ligne [sur gallica]).
- [1910] Maladies du cuir chevelu, t. 3 : Maladies cryptogamiques. Les teignes, Paris, éd. Masson et Cie, 1910, 855 p. (lire en ligne [sur gallica]).
- [1928] Maladies du cuir chevelu, t. 4 : Les maladies supuratives et exsudatives. Pyodermites et eczémas, Paris, éd. Masson et Cie, 1928, 284 p. (lire en ligne [sur gallica]).
- [1929] Maladies du cuir chevelu, t. 5 : Les syndromes alopéciques. Pelades et alopécies en aires, Paris, éd. Masson et Cie, 1929, 378 p. (lire en ligne [sur gallica]).

Sabouraud participe à la rédaction d'une encyclopédie de la dermatologie en huit volumes appelée Nouvelle Pratique Dermatologique, avec Ferdinand-Jean Darier et Henri Gougerot et quelques autres.

### Sculpteur
Sabouraud est également un peintre et sculpteur de grand talent.
Son œuvre de sculpteur commence à l'époque où il était encore étudiant.
En 1905, il rencontre le peintre Odilon Redon avec lequel il se lie d'amitié.
Il devient membre sociétaire du Salon d'automne en 1925. Il exposera régulièrement au Salon des Tuileries.
En 1929, l'ouvrage Raymond Sabouraud sculpteur est publié avec une préface d'Elie Faure.

## Hommages
En 1893 il reçoit une mention honorable du prix Barbier pour De la trichophytie chez l'homme.

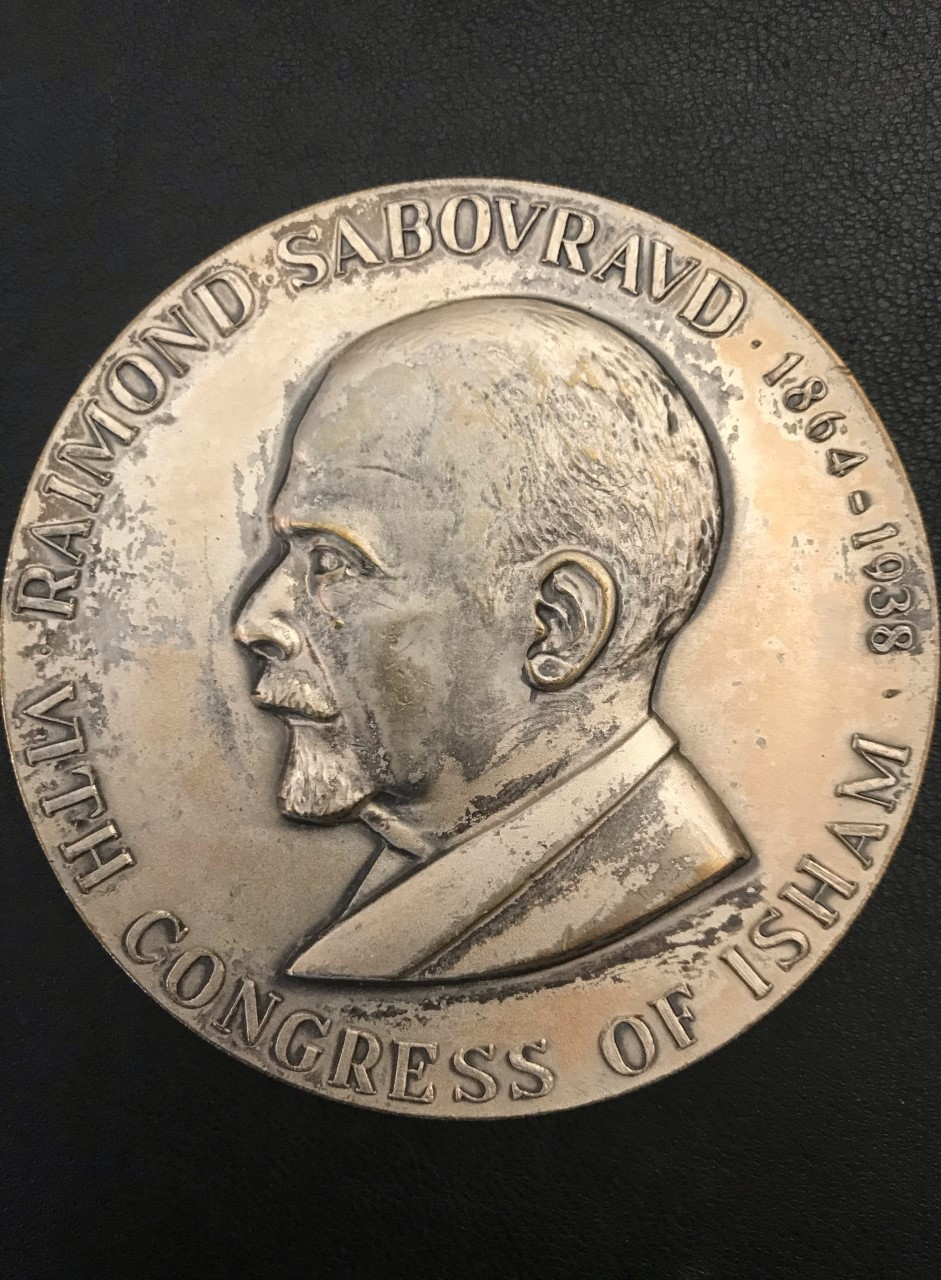
Médaille en l'honneur de Raymond Sabouraud éditée lors du VIe Congrès ISHAM[n 1], Tokyo, 1975[6].
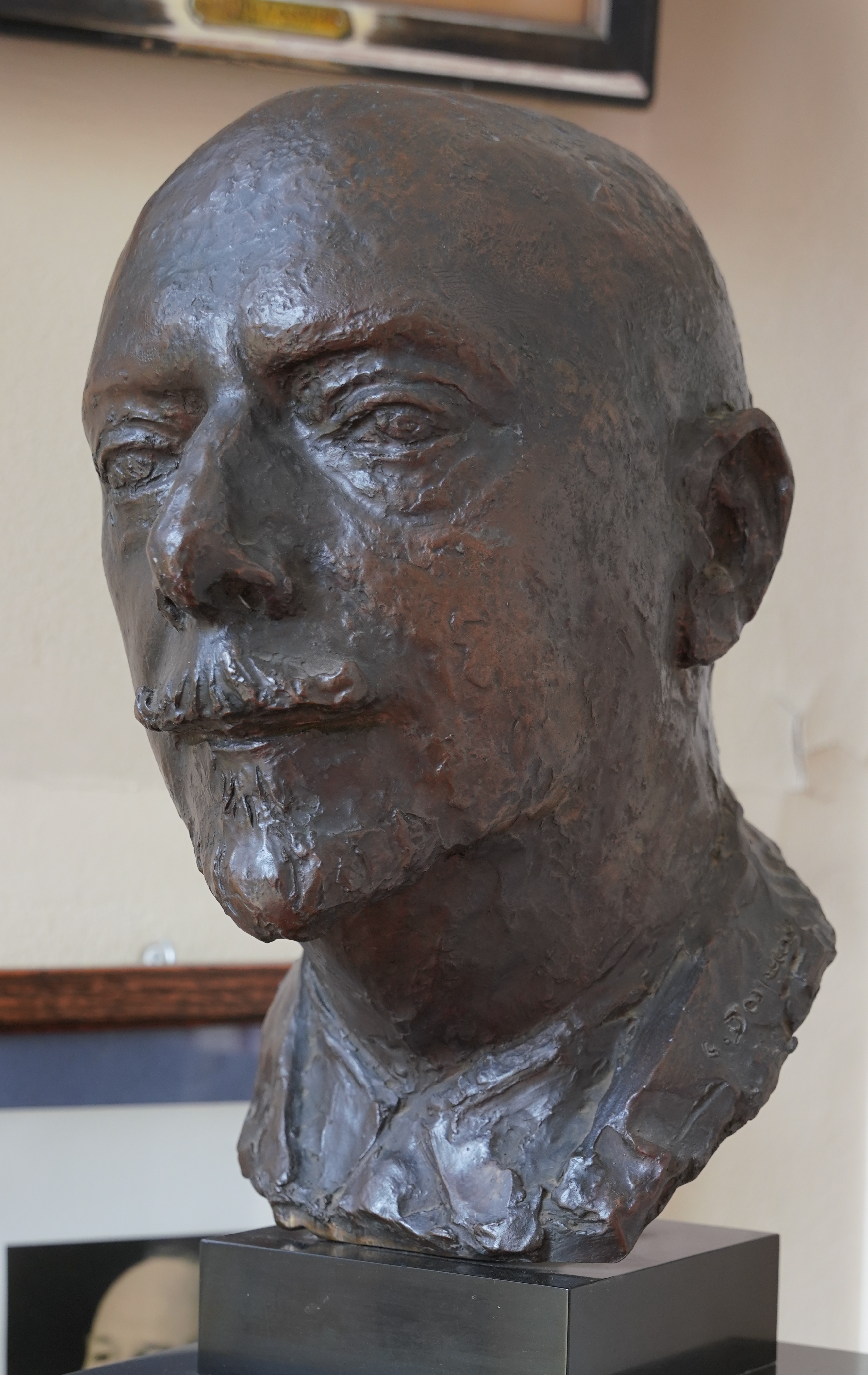
Son buste au Musée des Moulages.